# سیارک ۱۹۴۲۴
سیارک ۱۹۴۲۴ (به انگلیسی: 19424 Andrewsong، نامگذاری:1998FH61) نوزده هزار و چهارصد و بیست و چهارمین سیارک کشف شده‌است که در ۲۰ مارس ۱۹۹۸ کشف شد.
قدر مطلق سیارک برابر ۱۱.۷ است.